# Minh Tân, Vĩnh Lộc
Minh Tân là một xã thuộc huyện Vĩnh Lộc, tỉnh Thanh Hóa, Việt Nam.
Tên của xã được ghép từ tên của hai xã cũ là Vĩnh Minh và Vĩnh Tân.

## Địa lý
Xã Minh Tân nằm bên tả ngạn sông Mã, ở phía đông nam huyện Vĩnh Lộc, có vị trí địa lý:
- Phía đông giáp xã Vĩnh Thịnh và huyện Hà Trung
- Phía tây giáp xã Vĩnh Hùng
- Phía nam giáp xã Vĩnh An và huyện Yên Định với ranh giới là sông Mã
- Phía bắc giáp huyện Thạch Thành.

Xã Minh Tân có diện tích tự nhiên 13,56 km², quy mô dân số năm 2022 là 9.783 người, mật độ dân số đạt 721 người/km². Dân cư sinh sống tại Minh Tân chủ yếu là người Kinh.

## Lịch sử
Địa bàn xã Minh Tân hiện nay trước đây vốn là hai xã Vĩnh Minh và Vĩnh Tân.
Ngày 5 tháng 7 năm 1977, huyện Thạch Thành sáp nhập với huyện Vĩnh Lộc thành huyện Vĩnh Thạch, 2 xã Vĩnh Minh và Vĩnh Tân thuộc huyện Vĩnh Thạch. Đến ngày 30 tháng 8 năm 1982, các xã trở lại trực thuộc huyện Vĩnh Lộc vừa tái lập.
Ngày 11 tháng 7 năm 2018, HĐND tỉnh Thanh Hóa ban hành Nghị quyết 106/NQ-HĐND về việc sắp xếp thôn, tổ dân phố trên địa bàn tỉnh. Theo đó, sáp nhập các thôn thuộc xã Vĩnh Tân:
- Nhập thôn Chùa và thôn Đình thành thôn Đa Bút
- Nhập thôn 2 và thôn 3 thành thôn Bồng Trung 1
- Nhập thôn 4 và thôn 5 thành thôn Bồng Trung 2.

Trước khi sáp nhập, xã Vĩnh Minh có diện tích 6,84 km², dân số là 4.912 người, mật độ dân số đạt 718 người/km²; xã Vĩnh Tân có diện tích 6,74 km², dân số là 3.027 người, mật độ dân số đạt 449 người/km².
Ngày 16 tháng 10 năm 2019, Ủy ban Thường vụ Quốc hội ban hành Nghị quyết số 786/NQ-UBTVQH14 về việc sắp xếp các đơn vị hành chính cấp xã thuộc tỉnh Thanh Hóa (nghị quyết có hiệu lực từ ngày 1 tháng 12 cùng năm); trong đó có việc thành lập xã Minh Tân trên cơ sở toàn bộ diện tích tự nhiên và quy mô dân số của hai xã Vĩnh Minh và Vĩnh Tân.
Xã Minh Tân có 13,58 km² diện tích tự nhiên và dân số 7.939 người với 8 thôn.
Ngày 26 tháng 1 năm 2025, UBND tỉnh Thanh Hóa ban hành Quyết định số 323/QĐ-UBND về việc công nhận đô thị Bồng (gồm toàn bộ các xã Minh Tân, Vĩnh Hùng) đạt tiêu chí đô thị loại V.

## Hành chính
Xã Minh Tân được chia thành 8 thôn: Bồng Trung 1, Bồng Trung 2, Đa Bút, 5, 6, 7, 8, 9.

## Văn hóa
Tại làng Đa Bút, di chỉ đầu tiên của văn hóa Đa Bút, một nền văn hóa cổ ở Việt Nam được phát hiện vào năm 1926.